# NGC 5587
NGC 5587 est une galaxie lenticulaire située dans la constellation de la Bouvier. Sa vitesse par rapport au fond diffus cosmologique est de 2 522 ± 16 km/s, ce qui correspond à une distance de Hubble de 37,2 ± 2,6 Mpc (∼121 millions d'al). NGC 5587 a été découverte par l'astronome germano-britannique William Herschel en 1784.
NGC 5587 présente une large raie HI. Selon la base de données Simbad, NGC 5587 est une galaxie LINER, c'est-à-dire une galaxie dont le noyau présente un spectre d'émission caractérisé par de larges raies d'atomes faiblement ionisés.
À ce jour, deux mesures non basées sur le décalage vers le rouge (redshift) donnent une distance de 49,500 ± 4,525 Mpc (∼161 millions d'al), ce qui est à l'extérieur des valeurs de la distance de Hubble. Notons que c'est avec la valeur moyenne des mesures indépendantes, lorsqu'elles existent, que la base de données NASA/IPAC calcule le diamètre d'une galaxie et qu'en conséquence le diamètre de NGC 5587 pourrait être d'environ 29,2 kpc (∼95 200 al) si on utilisait la distance de Hubble pour le calculer.

## Supernova
La supernova SN 2006dy a été découverte dans NGC 5587 le 22 juillet 2006 à Yamagata au Japon par l'astronome japonais Koichi Itagaki. Cette supernova était de type Ia.